# Kecamatan Sukoharjo (distrikt i Indonesien, Lampung)
Kecamatan Sukoharjo är ett distrikt i Indonesien.   Det ligger i provinsen Lampung, i den västra delen av landet, 230 km nordväst om huvudstaden Jakarta.